# T. R. 나이트
T. R. 나이트(T. R. Knight, 1973년 3월 26일 ~ )는 미국의 배우이다.

## 출연 작품

### 텔레비전
- 그레이 아나토미 (2005-09, 2020)
- 플라이트 어텐던트 (2020-22)

### 영화
- 42 (2013)